# Kruislings vermenigvuldigen
Kruislings vermenigvuldigen is een rekenkundige handeling om een vergelijking tussen twee verhoudingen te vereenvoudigen. Daarbij wordt de noemer van het linkerlid met de teller van het rechterlid vermenigvuldigd, en de teller van het linkerlid met de noemer van het rechterlid. Beide producten stelt men dan aan elkaar gelijk.
De regel wordt op de lagere school onderwezen en soms de regel van drie of de regel van drieën genoemd. Kruislings vermenigvuldigen kan dienen om er breuken mee uit te leggen.

## Geschiedenis
De regel werd al door Euclides in zijn Euclides' Elementen gegeven, stelling 19 boek 7. Frans van Schooten (1615-1660) vertaalde dit als volgt:
So vier gethallen proportionael sijn is 't product van het 1ste en 4de, gelijck van 't 2de en 3de ende so 't product van het 1ste en 4de met van't 2de en 3de sijn deze getallen proportionael. Volcht exempel.
1 2 3 4 
 8 12 18 27
12 × 18 = 216 product 27 × 8 = 216 product

## Rekenen
De vergelijking {\displaystyle {\frac {20}{10}}={\frac {4}{y}}} wordt door kruislings vermenigvuldigen vereenvoudigd tot {\displaystyle 20y=40}, waaruit weer volgt dat {\displaystyle y=2}. 
In formulevorm: 
{\displaystyle {\frac {a}{b}}={\frac {c}{d}}\Rightarrow ad=bc}
Indien {\displaystyle bd\neq 0}, geldt ook het omgekeerde:
{\displaystyle ad=bc\Rightarrow {\frac {a}{b}}={\frac {c}{d}}}
De achtergrond van het kruislings vermenigvuldigen is dat beide zijden van een vergelijking met hetzelfde getal mogen worden vermenigvuldigd. In bovenstaande formulering kunnen beide zijden met het getal {\displaystyle bd} vermenigvuldigd worden, waarna volgt dat {\displaystyle ad=bc}.
De regel geldt in iedere algebraïsche structuur, waarin het quotiënt is gedefinieerd. Dit is in de praktijk meestal een lichaam (Ned) of veld (Be), waar ieder element anders dan nul een voor de vermenigvuldiging inverse heeft.

## Voorbeeld
opgave
Als een fles jenever van 70 cl 21 euro kost, hoeveel kost dan een borrel van 3 cl ?
antwoord
1. 70 cl kost 21 euro.
2. 1 cl kost 70 maal minder of 21/70 = 0,3 euro.
3. 3 cl kost 3 maal meer of 3 × 21/70 = 0,9 euro.

## Websites
- app. kruislingse vermenigvuldiging uitrekenen